# Haugstein
Haugstein är ett berg i Österrike.   Det ligger i distriktet Schärding och förbundslandet Oberösterreich, i den norra delen av landet, 200 km väster om huvudstaden Wien. Toppen på Haugstein är 895 meter över havet.
Terrängen runt Haugstein är huvudsakligen lite kuperad. Närmaste större samhälle är Andorf, 16,8 km söder om Haugstein. 
I omgivningarna runt Haugstein växer i huvudsak blandskog. Runt Haugstein är det ganska tätbefolkat, med 96 invånare per kvadratkilometer.